# Ильич (Темрюкский район)
Ильич — посёлок в Темрюкском районе Краснодарского края.
Входит в состав Запорожского сельского поселения.

## География
Посёлок расположен на берегу Керченского пролива Азовского моря.

### Климат
- Средняя годовая температура воздуха +10,5 °C.
- Средняя температура воды летом +25 °C, зимой +2 °C.
- Солнечных дней в году 280.

### Улицы
Сам посёлок состоит из 10 улиц, утопающих в зелени почти круглый год.

## История
Населённый пункт возник до революции, как пограничная застава (кордон). В 1929 году Кордон переименован в Ильич (ст. Ильичёвская). С 1960-х в составе винсовхоза «Азовский».
В окрестностях находится археологический памятник времен античности — Ильичевское городище.

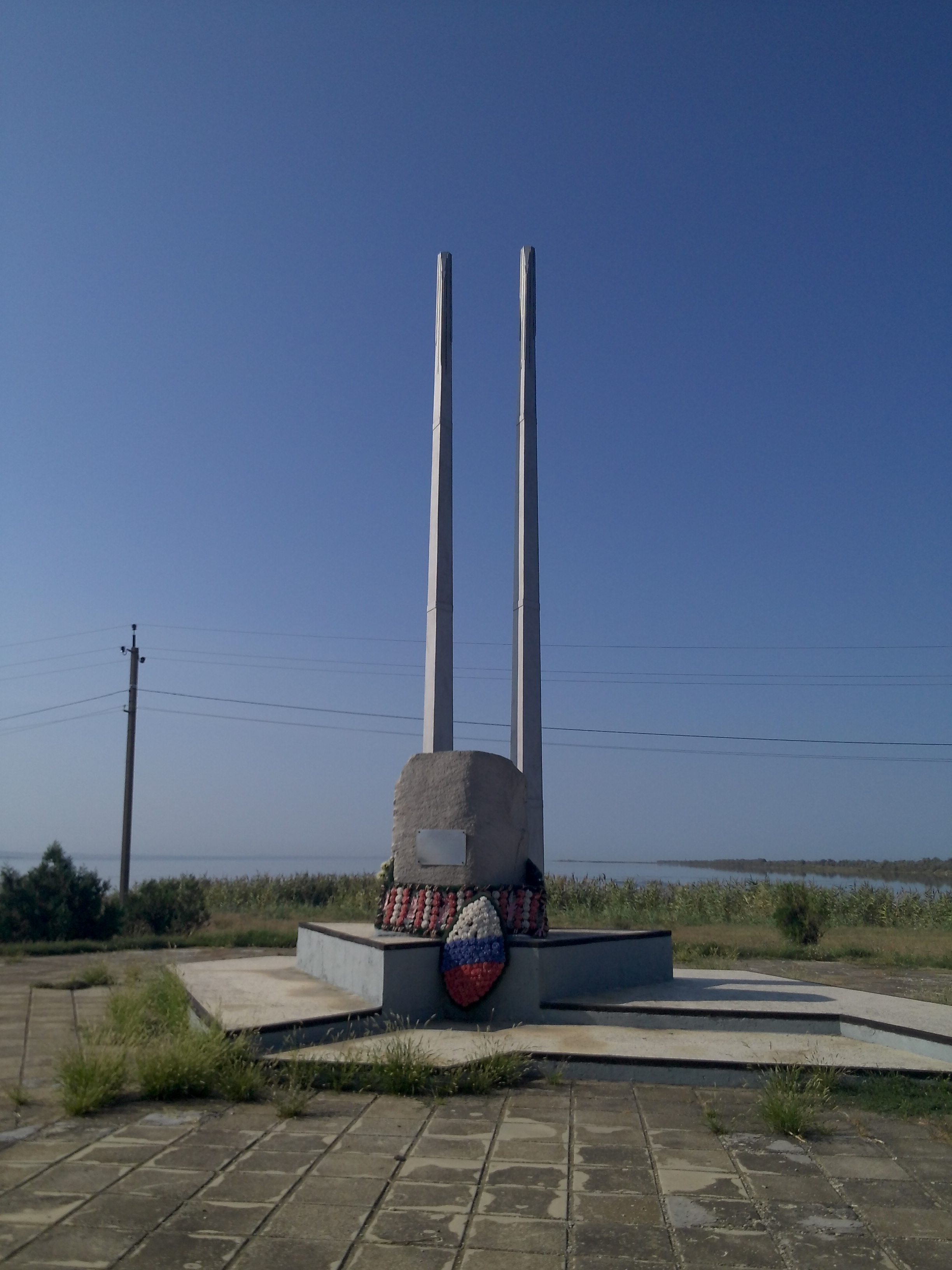
Военный мемориал

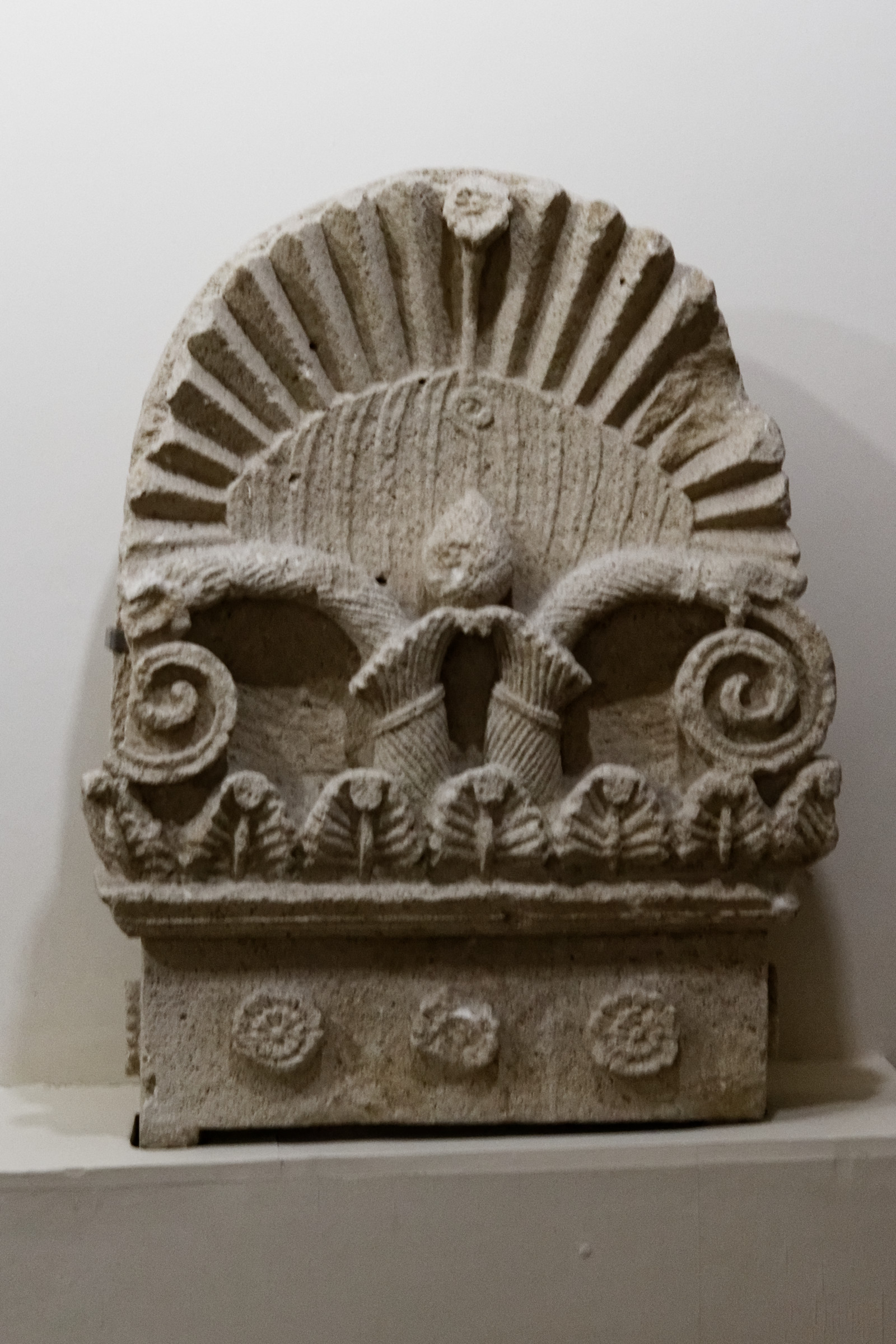
Надгробной стелы верхняя часть. IV в. до н. э. Археологический памятник — Ильичевское городище (поселок Ильич). Хранится в ГИМе

## Экономика
Население посёлка в большинстве занято в порту «Кавказ» и агрофирме «Передний край».
Развивается туристический бизнес.

### Транспорт
Автомобильные дороги в районе поселка в хорошем состоянии, действует рейсовый автобус Ильич—Темрюк. Ближайший аэропорт и железнодорожный вокзал находятся в г. Анапа.
Рядом порт Кавказ.

### Туризм
В последние годы[когда?] в п. Ильич активно начала развиваться туристическая сфера. Инфраструктура для этого развита слабо, но начинает набирать силу: появился рейсовый автобус на Темрюк, облагорожен поселковый парк и пляж, создаются места для туристов — в основном это частный сектор. На пляже появляется соответствующая инфраструктура.

## Население
| 2002 | 2010  |
| ---- | ----- |
| 1792 | ↘1675 |